# Wes Unseld
Westley Sissel Unseld (født d. 14. marts 1946, død d. 2. juni 2020) var en amerikansk professionel basketballspiller, og senere basketballtræner, som spillede 13 sæsoner i NBA, alle med Baltimore/Capital/Washington Bullets.

## Spillerkarriere

### Baltimore/Capital/Washington Bullets
Unseld blev draftet nummer 2 i 1968 NBA draften af Baltimore Bullets. Unseld gjorde med det samme en kæmpe forskel for Bullets, som på dette tidspunktet aldrig havde haft en sæson med flere sejre end nederlag. Unseld ledte i 1968-69 sæsonen Bullets til at vinde 57 kampe, og blev som resultat kåret som både Most Valuable Player og Rookie of the Year. Sammen med Wilt Chamberlain, er Unseld den eneste spiller til at have vundet MVP i sin rookiesæson. Unseld scorede kun 13,8 point per kamp i sin MVP sæson, hvilke er det laveste antal point for en MVP nogensinde. Han blev i høj grad valgt som MVP som resultat af sit forsvarsspil og rebounding, ikke hans scoring.
Unseld var over de næste sæsoner anset som en af de bedste spiller i ligaen, trods at han aldrig havde en sæson hvor han scorede mere end 16,2 point per kamp. Unselds talent lå i rebounding, forsvar og det fysiske spil, hvor at 'The Wide U' eller 'The Oak Tree' var blandt de fysisk stærkeste og mest intimiderende spillere i ligaen.
Bullets nåede i 1970-71 sæsonen for første gang i NBA finalen, men stødte her ind i et ustoppeligt Milwaukee Bucks hold ledt af Kareem Abdul-Jabbar og Oscar Robertson, og tabte alle fire kampe.
Baltimore Bullets flyttede i 1973 til Washington D.C., og blev hermed omdøbt til Capital Bullets, som de spillede under i et år, før at de blev til Washington Bullets i 1974. I 1974-75 sæsonen havde Bullets deres bedste sæson, da de vandt 60 kampe i sæsonen, og igen marcherede til NBA finalen. Denne gang mødte de Rick Barry og Golden State Warriors, og igen tabte Bullets alle fire kampe i finaleserien.
Bullets kom igen i finalen i 1977-78 sæsonen, denne gang imod Seattle SuperSonics. Denne finale var dog, i modsætning til tidligere finaler, meget spænende, og endte med at Bullets og Unseld vandt deres første, og eneste, mesterskab efter 7 tætte kampe imod Sonics. Det lykkedes Bullets i 1978-79 at komme direkte tilbage i finalen, og de mødte her igen Seattle, men denne gang gik de den anden vej, da SuperSonics vandt efter 5 kampe.
Unseld spillede sin sidste sæson i 1980-81, dog med reduceret spilletid som resultat af knæproblemer. Han gik på pension efter sæsonen.

### Eftermæle
Unseld er ofte set som den bedste spiller nogensinde i Bullets/Wizards klubhistorie, og holder rekord for flest kampe, point og rebounds i klubbens historie. Hans nummer 41 trøje blev pensioneret af Bullets i 1981.
Unseld blev i 1988 indsat i Naismith Memorial Basketball Hall of Fame.

## Trænerkarriere
Unseld blev direkte efter enden på sin spillerkarriere hyret som vice præsident for Bullets i 1981, og havde denne rolle frem til 1988, hvor at han blev hyret som holdets træner. Unseld var træner fra Bullets frem til 1994, hvor han trak sig fra rollen. Unseld blev i 1996 hyret som Bullets general manager (holdet blev omdøbt til Washington Wizards i 1997), og holdte denne rolle frem til 2004, hvor han gik på pension.

## Død
Unseld døde den 2. juni 2020 efter en længere sygdomsperiode i en alder af 74.